# Resolución 1970 del Consejo de Seguridad de las Naciones Unidas
La resolución 1970 del Consejo de Seguridad de las Naciones Unidas, aprobada por unanimidad el 26 de febrero de 2011, condenó la respuesta del gobierno de Muamar Gadafi a las protestas populares, acaecidas desde días antes en múltiples ciudades de Libia, por su violencia contra civiles. El Consejo de Seguridad, por medio de la resolución 1970, autorizó que el Tribunal Penal Internacional investigara posibles violaciones de los derechos humanos, dictó un embargo de armas y limitó la libertad de movimientos de Muamar Gadafi y personas vinculadas a él así como una congelación de sus activos financieros.

## Aprobación
El proyecto de resolución fue redactado por Estados Unidos, Francia, Reino Unido (miembros permanentes) y Alemania (no permanente). Su aprobación, que tuvo lugar en la 6491.ª sesión del Consejo de Seguridad, requirió de un largo debate por las reticencias de algunos países (algunos con derecho de veto) a apoyar una resolución que se interfería en asuntos internos de Libia.

## Resolución

### Preámbulo
El Consejo de Seguridad, por medio de la resolución 1970, expresó su preocupación por la situación en Libia, condenando la violencia y uso de la fuerza contra civiles. Deploró la sistemática violación de los derechos humanos, "incluyendo la represión contra pacíficos manifestantes", considerando que los "ataques generalizados y sistemáticos contra la población civil" podrían constituir crímenes contra la humanidad. Expresó la necesidad de encontrar responsables de dichos ataques.

### Acciones
De acuerdo con el Capítulo VII de la Carta de las Naciones Unidas, el Consejo de Seguridad:
- Exigió un inmediato cese de la violencia y solicitó la adopción de medidas para cumplir con las legítimas demandas de la población.

- Solicitó a todos los Estados miembros de la Organización a cooperar, en la medida de lo posible, para la evacuación de ciudadanos extranjeros que desearan abandonar Libia.

- Decidió remitir a la Corte Penal Internacional el estudio de la situación en Libia por lo ocurrido desde el 15 de febrero de 2011.

- Solicitó a todos los Estados miembros de la Organización a tomar las medidas necesarias para impedir el suministro directo o indirecto, la venta o transferencia a Libia de armas y material relacionado de todo tipo, incluyendo armamento y munición, vehículos militares y equipamiento, equipamiento policial y piezas de repuesto para el material mencionado.

- Decidió el cese en la exportación de armamento desde Libia.

- Alentó a los Estados miembros de la Organización a tomar las medidas necesarias para desaconsejar a sus ciudadanos viajar a Libia para participar en actividades en favor de las autoridades libias que pudieran contribuir a una violación de los derechos humanos.

- Decidió imponer una prohibición de viajar a 16 personas vinculadas con el gobierno libio y que fueron enumeradas en el Anexo I de la resolución, incluyendo Muamar Gadafi, solicitando para ello la colaboración de los Estados miembros que deberían tomar las medidas oportunas para evitar la entrada y tránsito de estas personas por su territorio.

- Decidió que los Estados miembros deberían congelar inmediatamente todos los fondos, activos financieros y recursos económicos de los individuos y entidades enumeradas en el Anexo II, el cual incluye a Muamar Gadafi.

- Hizo un llamamiento a los Estados miembros de la Organización para que cooperasen con el Secretario General para facilitar y apoyar el regreso de agencias de ayuda humanitaria y que consecuentemente permitiese la asistencia al país.

- Afirmó que mantendría una estrecha vigilancia sobre las futuras acciones realizadas por el gobierno libio, las cuales podrían significar una revisión de las medidas adoptadas en la resolución 1970, incluyendo el endurecimiento, modificación, suspensión o levantamiento de las mismas.

### Anexos
Las personas sobre las cuales la resolución 1970 impuso una prohibición de viajar, de acuerdo con el Anexo I, fueron las siguientes:
1. Abdulqader Mohammed Al-Baghdadi, jefe de la oficina de coordinación de los Comités Revolucionarios.
2. Abdulqader Yusef Dibri, jefe de la seguridad personal de Muammar al-Gaddafi.
3. Abu Zayd Umar Dorda, jefe de la Oficina de Seguridad Exterior y jefe de los servicios de inteligencia.
4. Abu-Bakr Yunis Jabr, general, ministro de defensa.
5. Matuq Mohammed Matuq, secretario de servicios públicos.
6. Sayyid Mohammed Qadhaf Al-dam, primo de Muammar al-Gaddafi.
7. Aisha Muammar Gadafi, hija de Muammar al-Gaddafi.
8. Hanibal el Gadafi, hijo de Muammar al-Gaddafi.
9. Khamis Gadafi, hijo de Muammar al-Gaddafi, comandante de unidades militares acusadas de represión contra manifestantes.
10. Muhammad el Gadafi, hijo de Muammar al-Gaddafi.
11. Muammar Mohammed Abu Minyar Gadafi, Líder de la Revolución, Comandante Supremo de las Fuerzas Armadas. Responsable de ordenar la represión de manifestantes, acusado de violación de derechos humanos.
12. Mutassim Gadafi, hijo de Muammar al-Gaddafi, consejero de seguridad nacional.
13. Al-Saadi el Gadafi, hijo de Muammar al-Gaddafi, comandante de las fuerzas especiales, comandante de unidades militares acusadas de represión contra manifestantes.
14. Saif al Arab Gadafi, hijo de Muammar al-Gaddafi.
15. Saif al-Islam Gadafi, hijo de Muammar al-Gaddafi, director de la Fundación Gadafi.
16. Abdullah Al-Senussi, jefe de la inteligencia militar acusada de represión contra los manifestantes. Sospechoso de haber estado involucrado en la masacre de la prisión de Abu Selim ocurrida en 1996.

Personas sobre las cuales la resolución 1970 impuso una congelación de activos financieros y recursos económicos, de acuerdo con el Anexo II de la misma:
1. Aisha Muammar Gadafi.
2. Hannibal Muammar Gadafi.
3. Khamis Muammar Gadafi.
4. Muammar Mohammed Abu Minyar Gadafi.
5. Mutassim Gadafi.
6. Saif al-Islam Gadafi.

## Modificaciones posteriores
La resolución 1973, aprobada el 17 de marzo de 2011 también sobre la situación en Libia, en su párrafo 13, se decidió modificar el párrafo 11 de la resolución 1970 de la siguiente manera:
| Resolución 1970 (...) 11. Exhorta a todos los Estados, especialmente a los Estados vecinos de la Jamahiriya Árabe Libia, a que, de conformidad con sus autoridades nacionales y su legislación y con arreglo al derecho internacional, en particular el derecho del mar y los acuerdos pertinentes sobre aviación civil internacional, inspeccionen en su territorio, incluidos los puertos y aeropuertos, toda la carga procedente de la Jamahiriya Árabe Libia o con dirección a ese país, si el Estado en cuestión tiene información que ofrezca motivos fundados para creer que la carga contiene artículos cuyo suministro, venta, transferencia o exportación estén prohibidos en virtud de los párrafos 9 o 10 de esta resolución, con miras a asegurar que esas disposiciones se cumplan estrictamente; | Resolución 1973 (...) 11. Exhorta a todos los Estados miembros, en particular a los Estados de la región, a que, actuando a título nacional o por conducto de organizaciones o acuerdos nacionales, y a fin de garantizar la estricta aplicación del embargo de armas establecido en los párrafos 9 y 10 de la resolución 1970 (2011), inspeccionen en su territorio, incluidos los puertos y aeropuertos, y en alta mar, los buques y las aeronaves con origen o destino en la Jamahiriya Árabe Libia, si el Estado en cuestión tiene información que ofrezca motivos razonables para creer que la carga contiene artículos cuyo suministro, venta, transferencia o exportación estén prohibidos en virtud de los párrafos 9 o 10 de la resolución 1970 (2011), modificada por esta resolución, incluido el suministro de personal mercenario armado, exhorta a todos los Estados del pabellón de esos buques y aeronaves a cooperar con esas inspecciones, y autoriza a los Estados miembros a aplicar toda medida acorde con las circunstancias concretas para realizar esas inspecciones; |